# 애틀랜틱스
《애틀랜틱스》(프랑스어: Atlantique, 영어: Atlantics)는 2019년 세네갈-프랑스-벨기에 합작 판타지 로맨스 영화이다. 세네갈계 프랑스인 배우 출신 마티 디오프의 장편영화 데뷔작이며, 2009년작 동명의 다큐멘터리를 장편극화한 것이다. 다카르를 배경으로 연인과 헤어져 유럽으로 간 남자가 실종되었다가 유령이 되어 돌아온다는 내용이다. 2019년 칸 영화제의 그랑프리 수상작이다. 세네갈에 2019년 8월 개봉되었고, 중국, 스위스, 베네룩스, 러시아, 프랑스를 제외한 타국에는 넷플릭스가 배급권을 구입하여 11월 29일 공개하였다.

## 줄거리
고층빌딩 건설이 한창인 다카르의 한 공사현장. 일꾼 술레이만은 마을 처녀 아다와 사랑하는 사이이지만, 아다는 부모님의 강요 때문에 돈 많은 다른 남자와 원치 않는 결혼을 앞두고 있다. 일꾼들은 건축업자에게 밀린 임금을 달라고 하지만 업자는 핑계를 대며 미룬다. 술레이만을 포함한 일꾼들은 더 나은 노동환경을 위해 배를 타고 스페인으로 떠나는데, 그만 배가 난파되어 몰살당하고 만다. 아다의 결혼식 날, 부럽다면서 신난 친구들과 다르게 아다는 심란해 있다. 갑자기 신혼집에 화재가 나서 신혼방 침대가 불타 버리는 사건이 일어난다.
경찰서의 이사 경위가 찾아와 방화범을 조사하고, 뜻밖에 술레이만이 목격되었다는 정보를 듣는다. 이사는 술레이만의 여자친구 아다를 의심하지만 증거가 없다. 한편 일꾼들의 임금을 체불하던 업자 은디아이의 집에 눈이 뒤집힌 마을 여자들이 몰려든다. 여자들의 몸에는 죽은 일꾼들이 빙의해 있었다. 그들은 은디아이에게 임금을 내놓으라고 한다. 날이 밝자 정신이 돌아온 여자들은 열병에 시달린다.
이사 경위는 자신이 밤마다 빙의되어 돌아다닌다는 사실을 알게 된다. 술레이만의 정체는 빙의된 자신이었다. 아다의 핸드폰에는 올 리가 없는 술레이만의 메시지가 와 있었다. 그날 밤, 여자들의 몸에 빙의한 일꾼들은 다시 은디아이를 찾아와 돈을 받아내고, 은디아이에게 자신들의 영혼을 쉬게 할 무덤을 파게 한다. 다른 일꾼들과 달리, 이사의 몸에 빙의한 술레이만은 아다를 만나러 간다. 상황을 이해한 아다는 빙의한 술레이만과 섹스한다. 날이 밝고, 이사는 수사를 종결한다.

## 출연진
- 마마 사네 - 아다
- 아마두 음보 - 이사
- 이브라히마 트라오레 - 술레이만 폴
- 니콜 수구 - 디오르
- 아미나타 칸 - 판타
- 마리아마 가사마 - 마리아마
- 디안쿠 셈베네 - 은디아이 사장
- 바바카르 실라 - 오마르 냥
- 압두 발데 - 셰이크

## 평가
영화 평점 사이트 로튼 토마토에서는 평론가 133명의 평가로 95%의 신선도를 획득했다. 총평은 '현실 사회 문제를 반영한 예측 불가능한 판타지 영화로, 마티 디오프의 가능성을 보여준다'이다.